# Viscosia poseidonica
Viscosia poseidonica is een rondwormensoort uit de familie van de Oncholaimidae. De wetenschappelijke naam van de soort is voor het eerst geldig gepubliceerd in 1977 door Belogurov & Belogurova.